# 卡萨斯德尔蒙特
卡萨斯德尔蒙特，是西班牙埃斯特雷马杜拉卡塞雷斯省的一个市镇。总面积28平方公里，总人口912人（2001年），人口密度33人/平方公里。